# جورج کوپر (بازیگر)
جورج کوپر (انگلیسی: George Cooper؛ ‏ ۱۲ دسامبر ۱۸۹۲ – ۹ دسامبر ۱۹۴۳) بازیگر اهل ایالات متحده آمریکا بود.
از فیلم‌ها یا برنامه‌های تلویزیونی که وی در آن نقش داشته‌است، می‌توان به شیخ اعرابی، خانمی برای یک روز، آقای دیدز به شهر می‌رود، جارزن، شهرک پسرها، آقای اسمیت به واشینگتن می‌رود، گناهکاران خندان، فراری از گروه مجرمان، برادوی بیل، و باج‌گیری اشاره کرد.